# Photia
Photia (лат.) — род панцирных клещей (Oribatida) из семейства Canestriniidae отряда Саркоптиформные клещи. 18 видов.

## Описание
Мелкие клещи (длина идиосомы около 0,5 мм. От близких групп отличаются следующими признаками: дорсальная поверхность идиосомы сетчатая, обычно сильно выражена в медиальной части, спереди от волосков c1 и сзади от волосков e1; серповидная, U- или W-образная структура обычно присутствует в пространстве между волосками d1,-e1; присутствует сеюгальная борозда; проподосомальный щит слабо развит сразу за волосками vi. Супракоксальные волоски длинные и тонко волосистые в базальной части. Дорсальные волоски тела обычно сильные и голые, редко слабо колючие. Бурса копулатрикс U-образная или почти коническая, расположена заднебоковым образом. Волоски se, сp, f2 и h2 длинные и жгутиковые. Аподемы 1 соединены медиально, образуя Y-образную структуру. Вентральная хаетотаксия почти полная, отсутствуют только волоски ad3. Гнатосома удлиненная, лишь частично покрыта проподосомой. Хетотаксия ног (число соленидиев в скобках): трохантеры 1-1-1-1, бёдра 1-1-0-0, генуа 2(1)-2(1)-1-0, голени (1)-(1)-(1)-(1), лапки 9(3)-6(1)-4-5. Субунгунальные волоски на лапках I—IV сильно развиты, веретенообразные. Все ноги с хорошо развитыми амбулакральными коготками. Ассоциированы с жуками-жужелицами рода Carabus (Coleoptera: Carabidae, Carabus), под надкрыльями которых обнаружены.

## Классификация
Известно 18 видов. Род был впервые выделен в 1904 году нидерландским зоологом Антоном Корнелисом Удемансом (нидерл. Anthonie Cornelis Oudemans; 1858—1943) и включён в состав семейства Canestriniidae. Род обладает сходством с родами Percanestriniella и Pseudocanestrinia. Хетотаксия тела и ног как у Pseudocanestrinia и Percanestriniella. Семейство включают в надсемейство Canestrinioidea.
- Photia adolfinae Haitlinger, 1988 — Европа
- Photia bardoica Haitlinger, 1988 — Европа
- Photia bilkorum Samsinák, 1971[7] — Абхазия и Россия
- Photia chrysocarabi Cooreman, 1950 — Европа
- Photia graeca Cooreman, 1958 — Европа
- Photia hejniana Samsinák, 1971 — Европа
- Photia hermengildae Haitlinger, 1988 — Европа
- Photia howdeni Nesbitt, 1976 — Папуа — Новая Гвинея
- Photia javensis (Oudemans, 1923) — Ява (Индонезия)
- Photia lopatini Khaustov and Eidelberg, 2001 — Сахалин
- Photia lusitanica Samsinák, 1971 — Европа
- Photia melchiori Haitlinger, 1998 — Китай[8]
- Photia pacifica Khaustov and Eidelberg, 2001 — Кунашир (Курильские острова)
- Photia polymorpha Samsinák, 1971 — Европа и Азия
- Photia procera (Berlese, 1911) — Европа и Азия
- Photia procustidis (Berlese, 1881) — Европа
- Photia saetolata (Cooreman, 1950) — Европа
- Photia sibirica Khaustov and Eidelberg, 2001 — Новосибирская область